# Trasporti in Europa

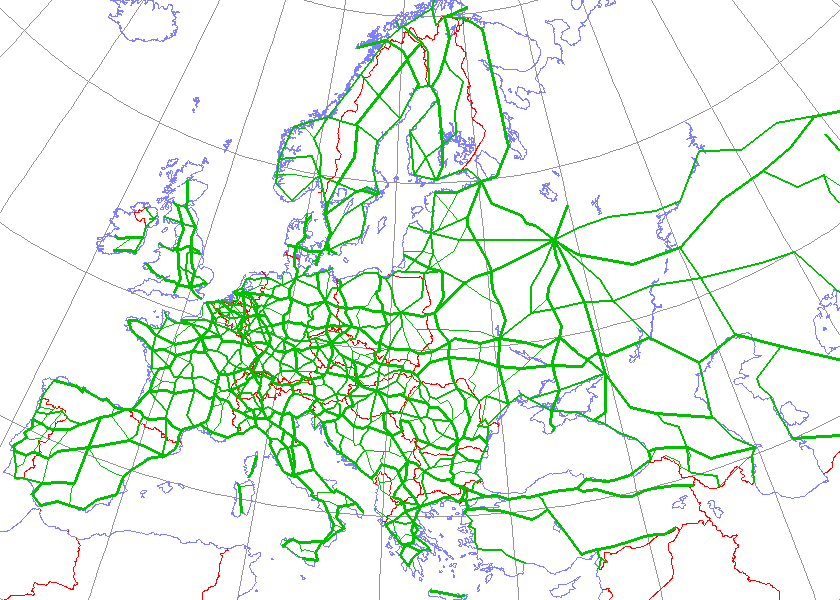
Strade europee rispetto ai confini europei del 1990

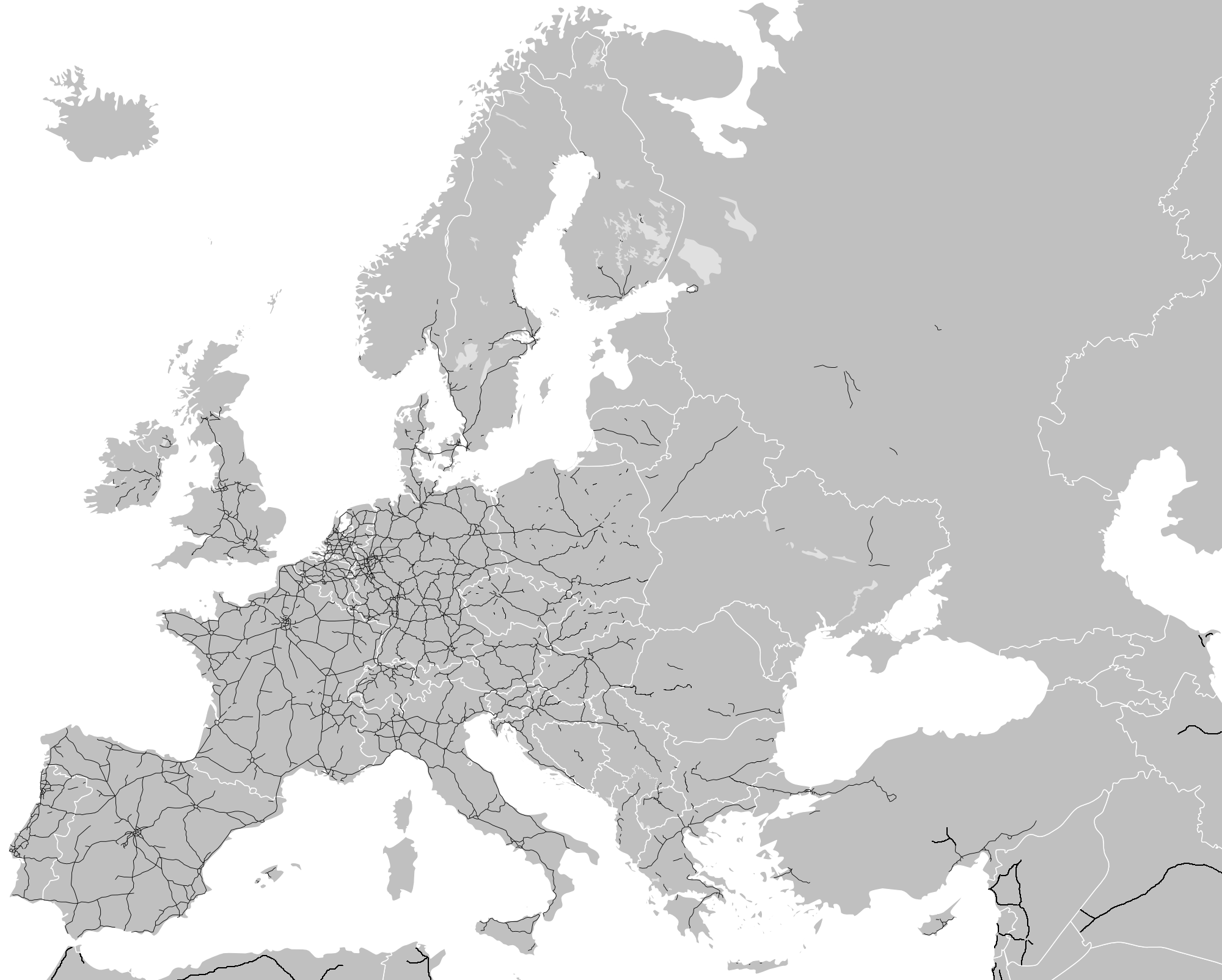
Misura approssimativa della rete autostradale completata in Europa a partire dal Dicembre 2012

I trasporti in Europa sono un insieme di principali linee di mezzi di trasporto che prevedono per il movimento di oltre 700 milioni di persone e le relative merci.
La geografia politica dell'Europa divide il continente in più di 50 Stati sovrani e territori. Questa frammentazione, con maggiore movimento di persone a partire dalla rivoluzione industriale, ha portato ad un elevato livello di cooperazione tra i paesi europei in via di sviluppo e manutenzione di reti di trasporto. Organizzazioni sovranazionali e intergovernative, come l'Unione europea (UE), del Consiglio d'Europa e l'Organizzazione per la sicurezza e la cooperazione in Europa hanno portato allo sviluppo di norme internazionali e degli accordi che permettono alle persone e alle merci di attraversare le frontiere d'Europa, in gran parte con livelli unici di libertà e semplicità.
I trasporti di tipo aereo, ferroviario, stradale e navale sono diffusi e importanti in tutta Europa. Il vecchio continente era il primo continente per quanto riguarda le ferrovie e il primo al mondo e autostrade, ed al giorno d'oggi ospita alcuni dei porti più trafficati del mondo e vari aeroporti internazionali.
Lo spazio Schengen consente di evitare i controlli alle frontiere per gli spostamenti tra 25 paesi europei.
Il trasporto di merci ha un alto livello di compatibilità intermodale e lo spazio economico europeo consente la libera circolazione delle merci in 30 stati.